# Erika Géczi
Erika Géczi, née le 10 mars 1959 à Budapest, est une kayakiste hongroise pratiquant la course en ligne.

## Palmarès

### Jeux olympiques de canoë-kayak course en ligne
- 1988 à Séoul,  Corée du Sud
  -  Médaille d'argent en K-4 500m [1]